# Näsets SK
Näsets SK är en fotbollsklubb från Västra Göteborg som grundades den 20 april 1953. Klubben hade från början både en fotbolls- och bandysektion, men numera är det endast en fotbollsklubb.
Klubben har placerat sig på tredje plats i Gothia Cup tre gånger; år 2006 med pojkar-92, år 2008 med flickor-96 tredjeplats i A-slutspelet och år 2015, då med deras blandade juniorlag tillsammans med Utsiktens BK.. Näset hör hemma på Åkeredsvallen som innehar två naturgräsplaner och två konstgräsplaner. 2007 fick klubben sin första landslagsspelare, David Johansson (P15-P16).